# آنالوگ پروستاگلاندین
آنالوگ‌های پروستاگلاندین دسته ای از داروها هستند که به گیرنده پروستاگلاندین متصل می شوند.
استفاده گسترده تر از آنالوگ های پروستاگلاندین به دلیل عوارض جانبی ناخواسته و پتانسیل سقط جنین در آن‌ها، محدود شده است.